# مشت خونین ۵: هدف انسانی
مشت خونین ۵: هدف انسانی (به انگلیسی: Bloodfist V: Human Target) یک فیلم ویدئویی رزمی و اکشن آمریکایی محصول سال ۱۹۹۴ با بازی دون ویلسون و استیو جمز، جیمز مدت کوتاهی قبل از انتشار فیلم، به علت سرطان لوزالمعده فوت کرد.